# Vittorio De Sica
Vittorio De Sica (Sora, 7 luglio 1901 – Neuilly-sur-Seine, 13 novembre 1974) è stato un attore, regista e sceneggiatore italiano.
Tra i cineasti più influenti della storia del cinema, è stato inoltre attore di teatro e documentarista. È considerato uno dei padri del neorealismo e uno dei maggiori registi e interpreti della commedia all'italiana. I suoi film Sciuscià, Ladri di biciclette, Ieri, oggi, domani e Il giardino dei Finzi Contini hanno vinto l'Oscar al miglior film in lingua straniera, premio al quale fu candidato anche Matrimonio all'italiana.

## Biografia

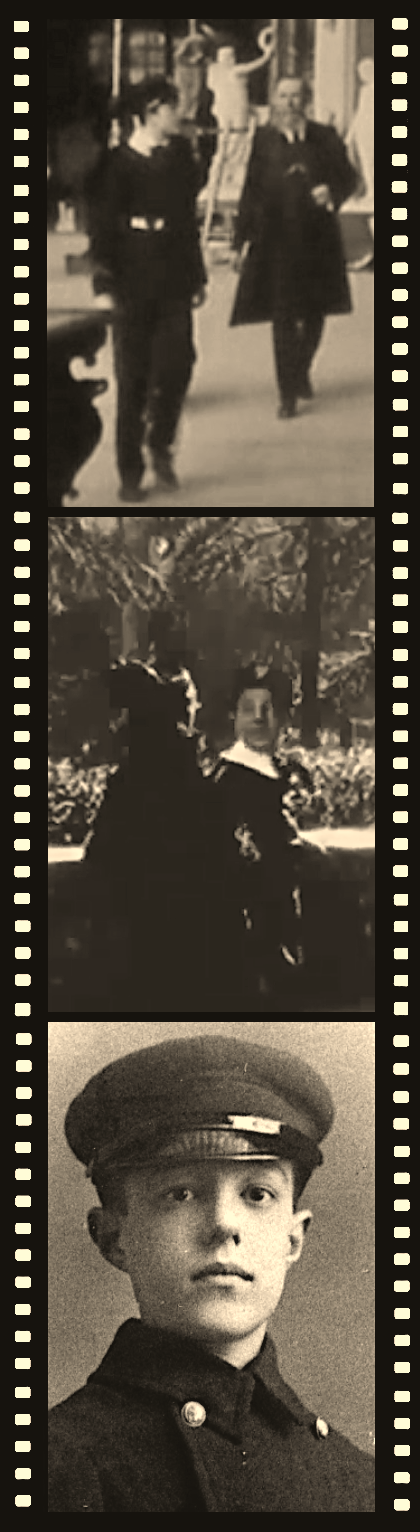
Vittorio De Sica, a sedici anni, impersona il giovane "Pierre Clémenceau" nel film muto Il processo Clémenceau

De Sica nacque a Sora, nell'allora provincia di Terra di Lavoro (confluito poi, nel 1927, nella recentemente costituita provincia di Frosinone), in via Cittadella nel rione omonimo, il 7 luglio del 1901, figlio di Umberto De Sica (1867-1948), un impiegato della Banca d'Italia nato a Cagliari ma originario di Giffoni Valle Piana (in provincia di Salerno), e di Teresa Manfredi (1873-1930), una casalinga napoletana. Nella chiesa di San Giovanni Battista, posta di fronte la casa di famiglia sorana, ricevette il battesimo con i nomi di Vittorio, Domenico, Stanislao, Gaetano, Sorano. Il padre, oltre al proprio lavoro, era un assiduo collaboratore - con lo pseudonimo di Caside - per un mensile locale, La voce del Liri, stampato dal 1909 al 1915. Vittorio aveva con il padre un rapporto molto forte (a lui, infatti, dedicherà il suo film Umberto D.). Come Vittorio ebbe a dire, la sua famiglia viveva in "tragica e aristocratica povertà".
Nel 1914 si trasferì con i familiari a Napoli, per poi, dopo lo scoppio della prima guerra mondiale, stabilirsi a Firenze; in seguito, avvenne il definitivo trasferimento della famiglia a Roma. A 15 anni cominciò a esibirsi come attore dilettante in piccoli spettacoli, organizzati per i militari ricoverati negli ospedali. Durante gli studi di ragioneria, grazie all'intercessione dell'amico di famiglia Edoardo Bencivenga, ottenne un piccolo ruolo (impersonava un Clémenceau giovane) in un film muto diretto da Alfredo De Antoni: Il processo Clémenceau, del 1917. Rimane però un episodio isolato, perché per tutto il corso degli anni venti il giovane De Sica si dedicò esclusivamente al teatro.

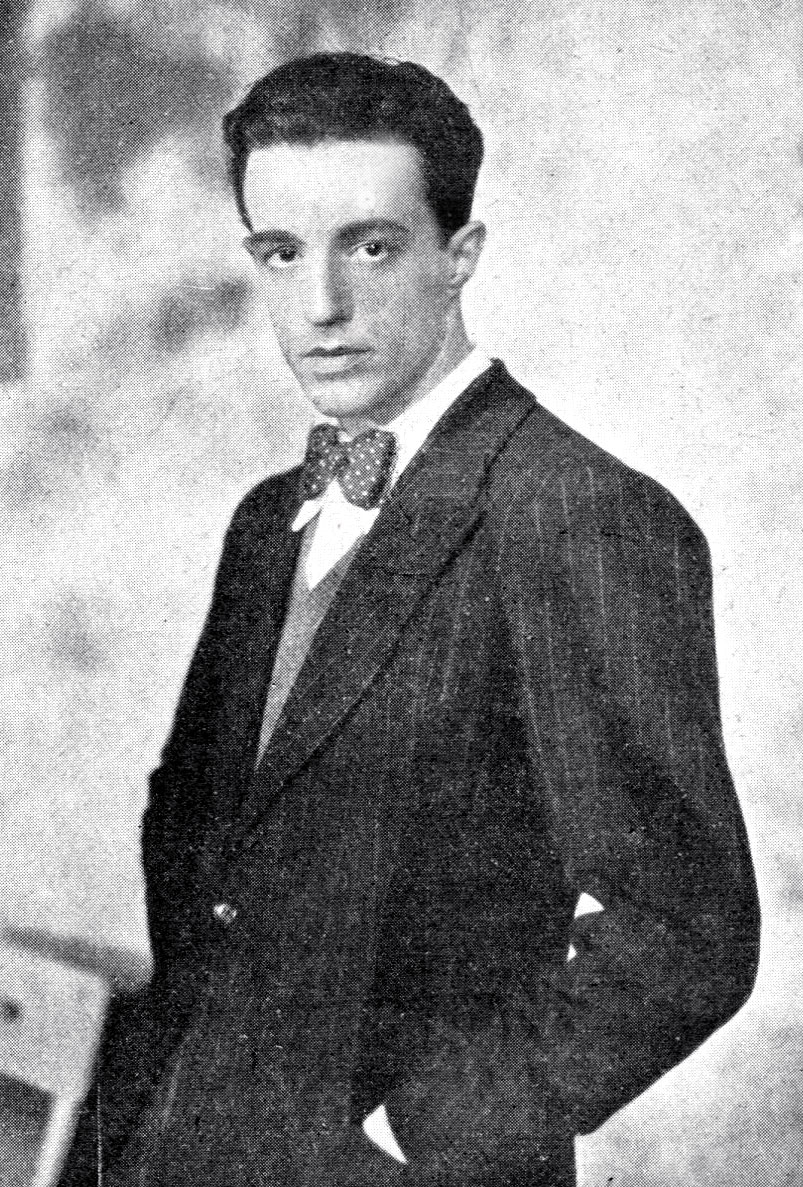
De Sica sul finire degli anni '20

### Attore teatrale
Dopo aver ottenuto il diploma di ragioniere, nel 1923 De Sica esordì in teatro, recitando come generico in Sogno d’Amore di Aleksander Kosorotov con la compagnia drammatica di Tatiana Pavlova, allieva di Stanislavski, con la quale rimase per due anni, facendo anche una tournée nell’America del Sud. Passò poi al teatro leggero-sentimentale. Nella primavera del 1925 era secondo attore brillante nella compagnia di Italia Almirante, celebre diva del muto. Nel 1927 fu scritturato come secondo attor giovane nella compagnia di Luigi Almirante, Sergio Tofano e Giuditta Rissone. Debuttò come "amoroso" ne Gli occhi azzurri dell'imperatore di Ferenc Molnár.
Nel 1929 la compagnia si sciolse. De Sica, legato sentimentalmente a Giuditta Rissone, passò insieme a lei alla compagnia “Artisti associati”, fondata nello stesso anno da Guido Salvini. De Sica conobbe Umberto Melnati, un attore livornese con cui formerà una coppia di successo. Melnati era “attore brillante”, mentre De Sica era “primo attore”. Esordì in questo ruolo ne L’isola meravigliosa, novità di Ugo Betti, rappresentata il 3 ottobre 1930 al vecchio Teatro Manzoni di Milano. 
Successivamente la compagnia mise in scena L’amore fa fare questo e altro, di Achille Campanile (debutto: il 17 ottobre 1930 al Teatro Manzoni). Le commedie non incontrarono il gradimento del pubblico milanese. Ma una sera Mario Mattoli, non ancora regista, ma impresario teatrale della Compagnia Za-Bum, notò l’alta qualità della recitazione degli attori e li scritturò in blocco per la sua nuova produzione Za-Bum n. 8.
Lo spettacolo mescolava la comicità degli attori del varietà al genere drammatico degli attori di prosa. Il successo fu immediato. Nelle riviste prodotte da Mattoli e da Luciano Ramo, come Lucciole della città (Falconi e Biancoli, 18 aprile 1931), nacquero i tormentoni e le gag che resero Melnati e De Sica celebri a livello nazionale, soprattutto la canzone Lodovico sei dolce come un fico e tanti sketch radiofonici, come il Düra minga, dura no. La coppia comica De Sica-Melnati lavorò per dischi e per trasmissioni radiofoniche. Con i primi soldi guadagnati De Sica si comprò una Fiat 525.
Pur affermandosi come attore famoso nei primi anni trenta, De Sica continuò a calcare la scena teatrale con impegno immutato, sfruttando anzi la notorietà del cinema per impegnarsi, dopo la fine di Za-Bum, in altre produzioni. D’inverno recitava a teatro, mentre in estate era impegnato nel cinema. L’attività teatrale proseguì con la compagnia Tofano-Rissone-De Sica, dal 1933 al 1935, e con la Rissone-De Sica-Melnati fino al 1939. Con Giuditta Rissone e Sergio Tofano, De Sica mise in scena pièce soprattutto comiche. Il cartellone, dichiaratamente boulevardier, attingeva al Barrie, a Ladislao Födor, a Ivan Noé. Il periodo della Tofano-Rissone-De Sica segnò anche l'inizio del lungo sodalizio con due autori italiani, che scrissero per De Sica alcuni dei loro testi più noti e furono fra gli sceneggiatori dei film da lui interpretati: Aldo De Benedetti e Gherardo Gherardi per il primo il Lohengrin che debuttò al Teatro Argentina di Roma il 28 dicembre 1933 e per il secondo Questi ragazzi! che debuttò al Teatro Quirino il 28 maggio 1934.
Nel triennio 1936-39 fu la volta della compagnia De Sica-Rissone-Melnati, diretta dallo stesso De Sica: il repertorio era sempre votato all’intrattenimento. Aldo De Benedetti scrisse appositamente per i tre attori Due dozzine di rose scarlatte, che andò in scena al Teatro Argentina l'11 marzo 1936 ed è considerata la più celebre commedia degli anni trenta, apprezzata sia in Italia che all'estero. 
Rotto il felice sodalizio con Umberto Melnati, nel 1940 De Sica e Giuditta Rissone, marito e moglie dal 7 luglio 1937, si unirono a Sergio Tofano per formare una nuova compagnia. De Sica era il terzo nome in ditta e lasciò la responsabilità della gestione a Tofano. Fino al 1942 la compagnia allestì una nutrita serie di drammi di rilievo: La scuola della maldicenza, opera del 1777 dell'irlandese Richard Brinsley Sheridan (Teatro Nuovo di Milano, 11 febbraio 1941, parte di Charles con finale canoro); Ma non è una cosa seria di Pirandello (marzo 1941, parte di Memmo Speranza); Il paese delle vacanze di Ugo Betti (20 febbraio 1942); Liolà, recitato in lingua, (Teatro Nuovo, 8 giugno 1942).
De Sica cominciò a essere conosciuto anche come regista cinematografico. Con Paolo Stoppa e Vivi Gioi, dal 1944 portò in scena anche drammi di notevole valore, come Catene di Langdon Martin. Nella stagione 1945-1946 partecipò a due spettacoli diretti da Alessandro Blasetti: Il tempo e la famiglia Conway, di John Boynton Priestley, e Ma non è una cosa seria, di Luigi Pirandello. Nella stagione 1946-1947 lavorò con Luchino Visconti, insieme a Vivi Gioi e a Nino Besozzi, nello spettacolo Il matrimonio di Figaro di Beaumarchais, e nella rivista Ah... ci risiamo!, scritta da Oreste Biancoli. Nella stagione 1948-1949 partecipò a due novità dirette da Mario Chiari: I giorni della vita, di William Saroyan, e Il magnifico cornuto, di Fernand Crommelynck. Quella fu la sua ultima apparizione sul palcoscenico: in seguito, sempre più assorbito da impegni cinematografici e televisivi, non vi fece più ritorno. Si calcola che De Sica, tra il 1923 e il 1949, abbia preso parte, tra commedie, spettacoli di rivista e drammi in prosa, a oltre 120 rappresentazioni.

### Attore cinematografico

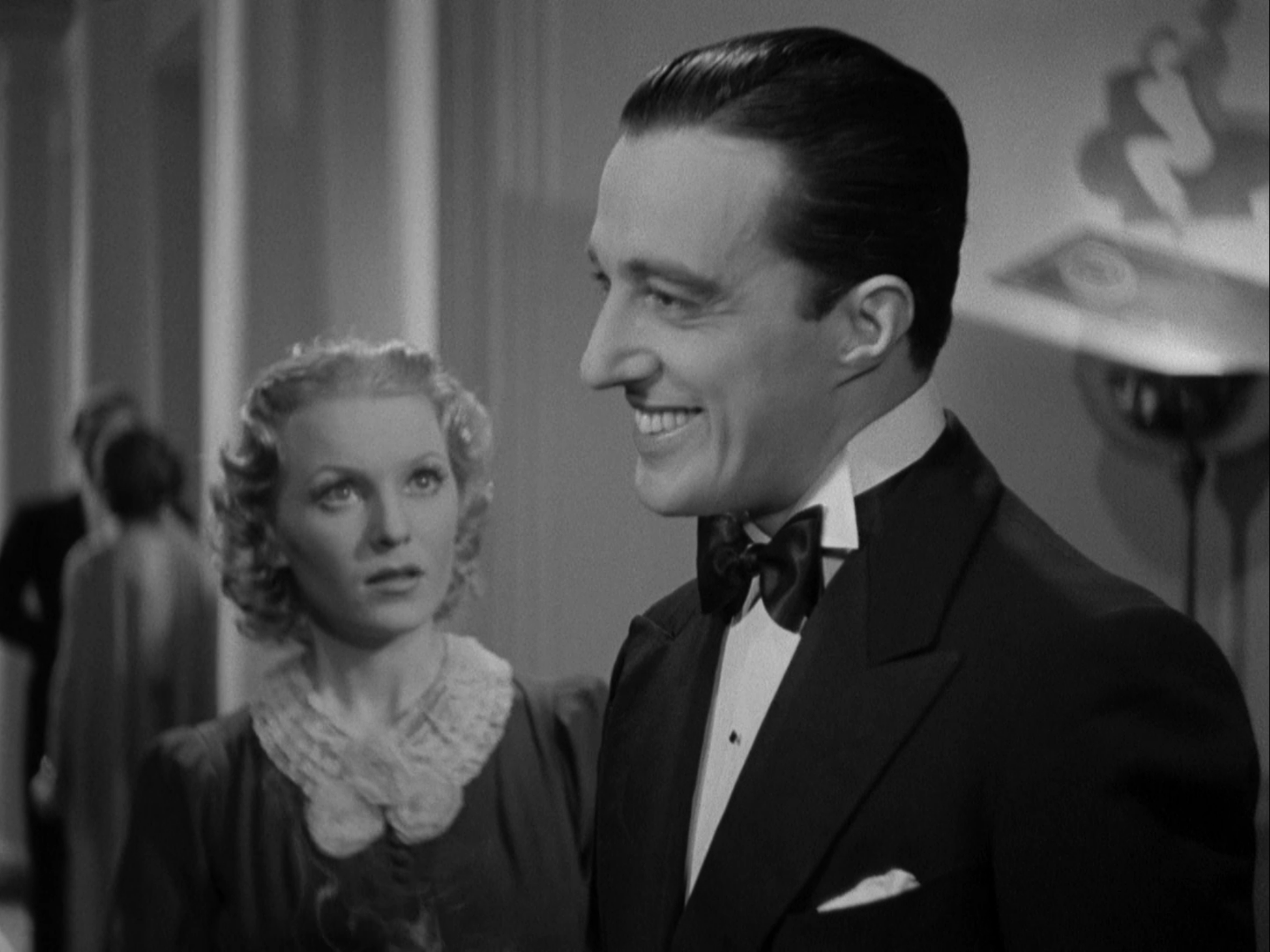
De Sica con Assia Noris ne Il signor Max (1937)

Sul grande schermo, dopo due partecipazioni a film muti diretti da Mario Almirante nel biennio 1927-1928 (La bellezza del mondo e La compagnia dei matti), dal 1932 diventò un divo tra i più richiesti (alla pari con Amedeo Nazzari, Gino Cervi e Fosco Giachetti), con molte commedie di ispirazione e trama fascista dirette da Mario Camerini e interpretate anche da Lya Franca e da Assia Noris. Tra queste si ricordano: Gli uomini, che mascalzoni... del 1932, in cui De Sica cantava la canzone Parlami d'amore Mariù, che diventò celeberrima e suo cavallo di battaglia per il resto della carriera; Darò un milione del 1935, dove incontrò Cesare Zavattini; Il signor Max del 1937; I grandi magazzini del 1939; Manon Lescaut del 1940.

De Sica con Carotenuto e Blasetti durante una pausa della lavorazione di Tempi nostri (1954)

Anche dopo iniziata la sua prestigiosa attività di regista, continuò a recitare: apparve in un centinaio di pellicole, a volte in brevi ruoli di contorno, vincendo un Nastro d'argento nel 1948 e ottenendo numerosi premi negli anni seguenti a diversi festival. Per motivi ideologici rifiutò la proposta di dirigere il film Don Camillo. Nei primi anni cinquanta, ottenne un notevole successo di pubblico come interprete in due pellicole dirette da Alessandro Blasetti e da Luigi Comencini e nelle quali recitò a fianco di Gina Lollobrigida: Altri tempi - Zibaldone n. 1 (1952), nell'episodio Il processo di Frine; Pane, amore e fantasia (1953), dove interpretava l'esuberante maresciallo Carotenuto, film che ebbe un enorme successo, così come i tre séguiti Pane, amore e gelosia del 1954, sempre a fianco di Gina Lollobrigida, Pane, amore e... del 1955, questa volta a fianco di Sophia Loren, e Pane, amore e Andalusia del 1958 con Peppino De Filippo. Sempre nel 1958 affiancò di nuovo la Lollobrigida in Anna di Brooklyn. Divertente la sua interpretazione al fianco di Totò in I due marescialli (1961).

De Sica con Cesare Zavattini, fotografia di Federico Patellani, 1951.

Ebbe un proficuo rapporto con Alberto Sordi, che tentò di lanciare nel 1951 producendo e dirigendo anonimamente Mamma mia, che impressione! e con il quale recitò in diversi film, tra i quali sono da menzionare Il conte Max, Il moralista e Il vigile. Il risultato più alto del connubio è probabilmente in un film diretto dallo stesso Sordi: Un italiano in America del 1967, dove interpretò un incisivo e malinconico ruolo di uno sfaccendato squattrinato emigrato negli Stati Uniti d'America, che sfrutta la partecipazione a una trasmissione televisiva per incontrare il figlio che non vedeva da tempo e al quale fa credere di essere ricco.
Molto intense anche le sue interpretazioni drammatiche: quella nel remake di Addio alle armi di Charles Vidor (1957) e, soprattutto, quella de Il generale Della Rovere, di Roberto Rossellini (1959). Nella sua carriera artistica si trovò a interpretare ruoli secondari in film anche molto lontani dalla sua immagine, come nel caso di Dracula cerca sangue di vergine... e morì di sete!!! di Paul Morrissey (1974).

### De Sica regista

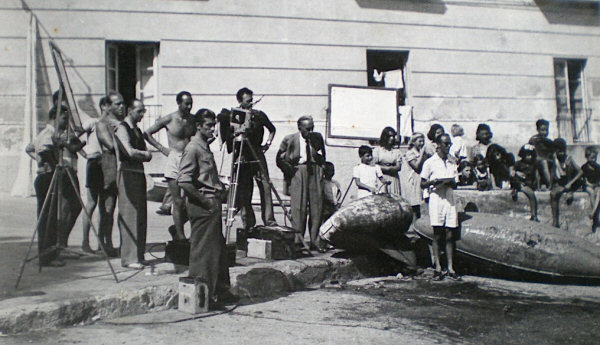
De Sica, ad Alassio, sul set de I bambini ci guardano (1943).

De Sica compì il suo esordio dietro la macchina da presa nel 1939 sotto l'egida di un potente produttore dell'epoca, Giuseppe Amato, che lo fece debuttare nella commedia Rose scarlatte. Già dal 1939, la sua produzione da regista si discosta, per originalità dei ruoli e delle sceneggiature, dalle commedie misurate del regista di propaganda fascista Mario Camerini: restano notevoli Maddalena... zero in condotta, con Carla Del Poggio e Irasema Dilian 1940; Teresa Venerdì, con Adriana Benetti e Anna Magnani (1941) e infine Un garibaldino al convento. A partire dal 1943, con I bambini ci guardano (tratto dal romanzo Pricò di Giulio Cesare Viola) iniziò, insieme a Zavattini ad esplorare le tematiche neorealiste.
Dopo un film a carattere religioso realizzato nella Città del Vaticano durante l'occupazione della capitale, La porta del cielo (1944), il regista firmò, uno dietro l'altro, quattro grandi capolavori del cinema mondiale, che sono pietre miliari del neorealismo cinematografico italiano: Sciuscià (1946); Ladri di biciclette (1948), ricavato dal romanzo omonimo di Luigi Bartolini; Miracolo a Milano (1951), tratto dal romanzo Totò il buono dello stesso Zavattini; Umberto D. (1952). I primi due ottennero l'Oscar al miglior film in lingua straniera e il Nastro d'argento per la migliore regia. Nonostante ciò, alla presentazione di Sciuscià in un cinema milanese il regista venne accusato da uno spettatore presente in sala di rendere una cattiva immagine dell'Italia.
Dopo questa quadrilogia, De Sica firmò altre opere importanti: L'oro di Napoli (1954), tratto da una raccolta di racconti di Giuseppe Marotta; Il tetto (1956), che è considerato il suo passo d'addio al neorealismo; l'acclamato La ciociara, del 1960, tratto dal romanzo omonimo di Alberto Moravia, che vanta una vibrante interpretazione di Sophia Loren, la quale vinse numerosi premi: Nastro d'argento, David di Donatello, Palma d'oro al Festival di Cannes e Oscar alla miglior attrice. Con la Loren lavorò anche in seguito: nell'episodio La riffa inserito nel film Boccaccio '70 (1962); in coppia con Marcello Mastroianni in Ieri, oggi e domani (1963), con tre ritratti di donna (la popolana, la snob e la mondana), Matrimonio all'italiana (1964), trasposizione di Filumena Marturano di Eduardo De Filippo, e I girasoli (1970).
Nel 1972 ottenne un quarto Premio Oscar con la trasposizione filmica del romanzo di Giorgio Bassani Il giardino dei Finzi Contini, storia drammatica della persecuzione di una famiglia ebrea ferrarese durante il fascismo; quest'opera ottenne anche l'Orso d'oro al Festival di Berlino del 1971. L'ultimo film da lui diretto è la riduzione di una novella di Luigi Pirandello: Il viaggio (1974).

### La canzone napoletana

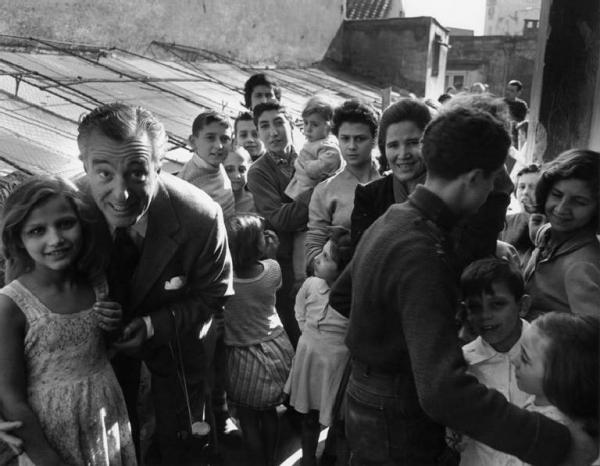
De Sica durante i sopralluoghi del film L'oro di Napoli, fotografia di Federico Patellani, 1953.

Nel 1911, a causa di un'epidemia di colera, le autorità gli avevano proibito di mangiare i fichi: pur di procurarsene, anche perché costavano poco, la sua cara madre si faceva aiutare dal piccolo Vittorio durante gli acquisti dagli ambulanti. L'attore in questo caso fungeva da palo per dare l'allarme all'arrivo della legge. In un'occasione, quando si profilarono due carabinieri, lui intonava Torna a Surriento. Ai militi piacque e chiesero di continuare; De Sica si trovò così a interpretare tutto il repertorio napoletano a lui noto. Negli anni seguenti, divenuto attore, incise numerose versioni dei classici napoletani.
Ernesto Murolo lo bocciò, esclamando durante una sua esibizione "Tene sulo nu filo 'e voce". Inoltre, alludendo alla sua magrezza, aggiunse: "Pare nu miezo tisico". Lo apprezzò, invece, Enzo Lucio Murolo, l'inventore della sceneggiata. Disse Dino Falconi, autore di riviste: "Nessuno meglio di me può assicurare che Vittorio De Sica cantava come soltanto un napoletano sa cantare". Nella maturità, incise Signorinella di Libero Bovio. Fece in TV a Studio Uno un duetto con Mina in Amarsi quando piove. Per la collana Recital dedicò album a Salvatore Di Giacomo, Ernesto Murolo e Michele Galdieri, in cui interpretava canzoni e recitava poesie.
Nel 1968 partecipò come autore a un Festival di Napoli. La sua Dimme che tuorne a mme!, musicata dal primo figlio Manuel, nel Festival di Napoli 1968 fu interpretata da Nunzio Gallo e da Luciano Tomei, ma non entrò in finale. Più volte progettò di prendere casa a Posillipo: De Sica sosteneva che "nu cafone 'e fora" (come lui si definiva) può amare Napoli più di un napoletano. Incise l'ultimo album nel 1971: De Sica anni Trenta, realizzato con gli arrangiamenti del figlio Manuel. La sua interpretazione più nota, tuttavia, resta quella di Munasterio 'e santa Chiara.

### In televisione
Molto attivo anche sul piccolo schermo, sebbene non lo amasse molto, partecipò a diverse trasmissioni statunitensi e italiane di intrattenimento leggero come Il Musichiere (1960), Studio Uno (1965), Colonna Sonora (1966), Sabato Sera con Corrado (1967), Delia Scala Story (1968), Stasera Gina Lollobrigida (1969), Canzonissima con Corrado e Raffaella Carrà (1970-71) e nuovamente in quella del 1972/1973 con Pippo Baudo e Loretta Goggi e Adesso musica (1972), nonché nel ruolo del giudice chiamato a processare il burattino Pinocchio nello sceneggiato Le avventure di Pinocchio di Luigi Comencini (1972). Nel 1971 diresse due documentari, e inoltre molti uomini di cultura gli dedicarono diversi documentari onorifici.

### La morte e la sepoltura

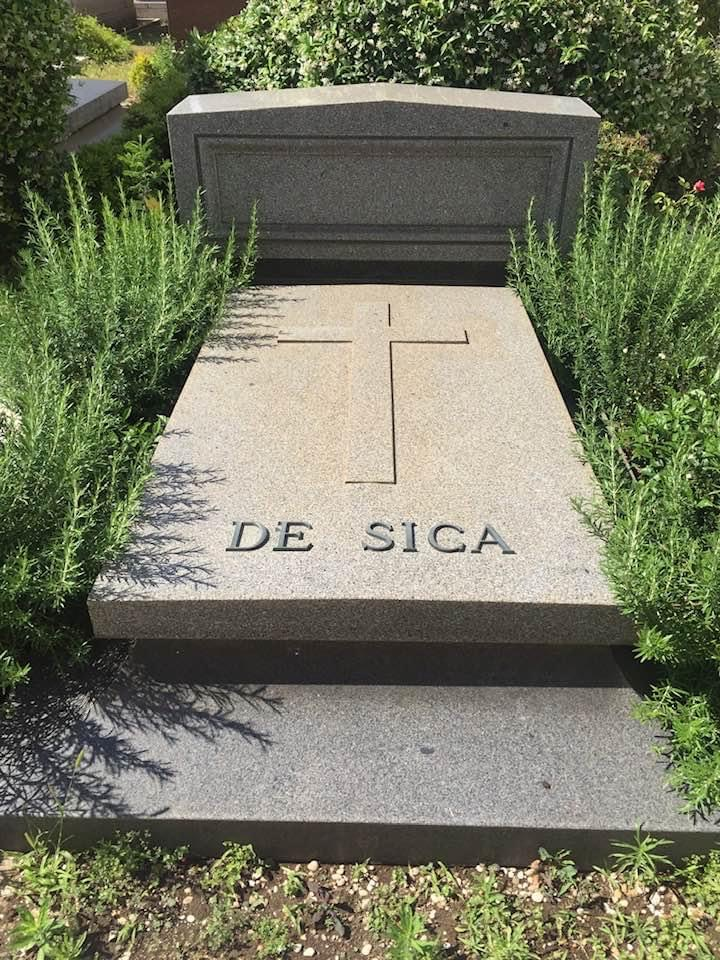
La tomba al Verano

Vittorio De Sica morì il 13 novembre 1974 a 73 anni, in seguito a un intervento chirurgico per curare un tumore ai polmoni di cui soffriva, all'ospedale americano di Neuilly-sur-Seine, presso Parigi; nello stesso anno, Ettore Scola gli dedicò il suo capolavoro C'eravamo tanto amati. Il funerale fu celebrato, dopo tre giorni, nella basilica di San Lorenzo fuori le mura a Roma; riposa nel cimitero del Verano. Come ha ricordato suo figlio Christian durante un'intervista a Le invasioni barbariche, Vittorio De Sica era comunista e questo fatto, unito alle sopraccitate vicende matrimoniali, gli impedì di ricevere un funerale particolarmente fastoso. Trentacinque anni dopo, Annarosa Morri e Mario Canale gli hanno dedicato il documentario Vittorio D., presentato alla 66ª Mostra internazionale d'arte cinematografica di Venezia e successivamente trasmesso da LA7.
A Napoli gli fu dedicata una strada nel quartiere Stella, alle spalle di piazza Cavour.

## Vita privata

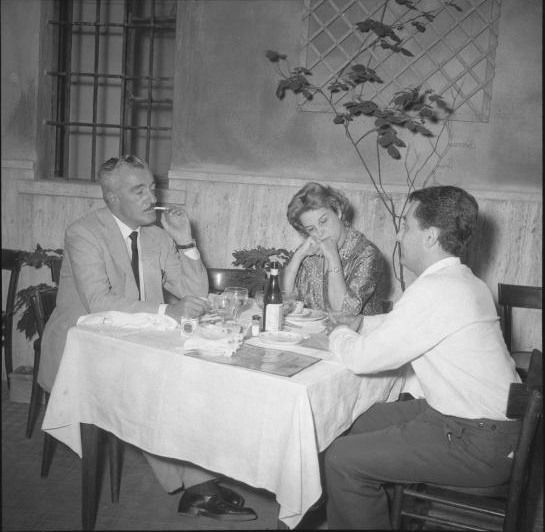
Scatto privato di Vittorio De Sica e la compagna Maria Mercader nel 1958, anno precedente il matrimonio in Messico.

Era nota la sua grande passione per il gioco, per la quale si trovò a volte a perdere somme anche ingenti e che, probabilmente, spiega la sua partecipazione a qualche film non alla sua altezza; nell'immediato dopoguerra fu assiduo frequentatore di roulette nel Casinò Municipale del Castello di Rivoli. Quella per il gioco fu una passione che non nascose mai e che anzi riportò, con grande autoironia, in diversi suoi personaggi cinematografici, come in Il conte Max, Un italiano in America e L'oro di Napoli.
Il 10 aprile del 1937, nella chiesa di Borgo San Pietro ad Asti, De Sica si sposò con l'attrice torinese Giuditta Rissone, che aveva conosciuto dieci anni prima e dalla quale ebbe la figlia Emilia, detta Emi (1938-2021). Nel 1942, sul set del film Un garibaldino al convento, conobbe l'attrice spagnola María Mercader, con la quale andò in seguito a convivere. Dopo il divorzio dalla Rissone, ottenuto in Messico nel 1954, si sposò con l'attrice catalana nel 1959 sempre in Messico, ma in Italia l'unione fu ritenuta "nulla" perché non riconosciuta dalla legge italiana; allora De Sica nel 1968 ottenne la cittadinanza francese e si sposò con María Mercader a Parigi. Da lei aveva nel frattempo avuto due figli: Manuel, musicista, e Christian, che ha seguito le sue orme come attore e regista. Anche due nipoti sono registi: Andrea, figlio di Manuel e sceneggiatore, e Brando, figlio di Christian, che è anche attore.
Seppur divorziato, Vittorio De Sica non seppe rinunciare alla sua prima famiglia. Avviò così un doppio ménage, con doppi pranzi nelle feste e un conseguente logoramento: si racconta che alla Vigilia di Natale e all'ultimo dell'anno regolasse l'orologio avanti di due ore in casa della Mercader, per poter fare il brindisi di mezzanotte con tutte e due le famiglie. La prima moglie accettò di mantenere una sorta di matrimonio apparente, pur di non togliere alla figlia la figura paterna. A questi aspetti della sua vita è in parte ispirato il film L'immorale, diretto da Pietro Germi nel 1967 e interpretato da Ugo Tognazzi.
De Sica sosteneva che nu cafone 'e fora, come lui si definiva, può amare Napoli più di un napoletano e più volte pensò di prendere casa a Posillipo. Era amante dell'Isola d'Ischia e non perdeva mai occasione di trascorrere le vacanze lì; infatti, affermava che l'unico motivo per cui non si trasferiva definitivamente nell'isola del golfo di Napoli era che a Ischia non vi era alcun casinò.
Era un appassionato tifoso del Napoli e un ammiratore personale del calciatore Giuseppe Meazza.

## Filmografia

### Attore

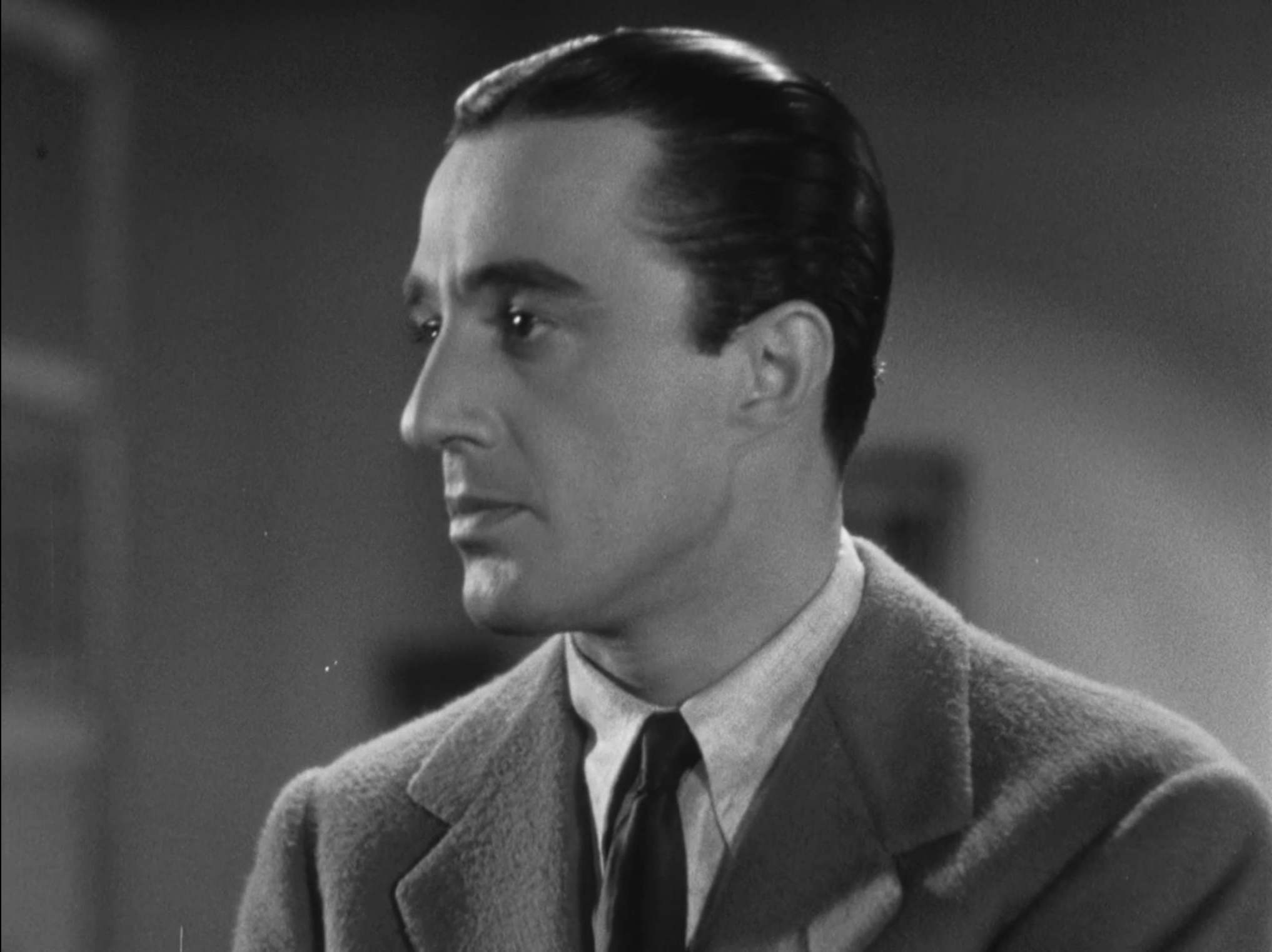
De Sica in Tempo massimo (1934)

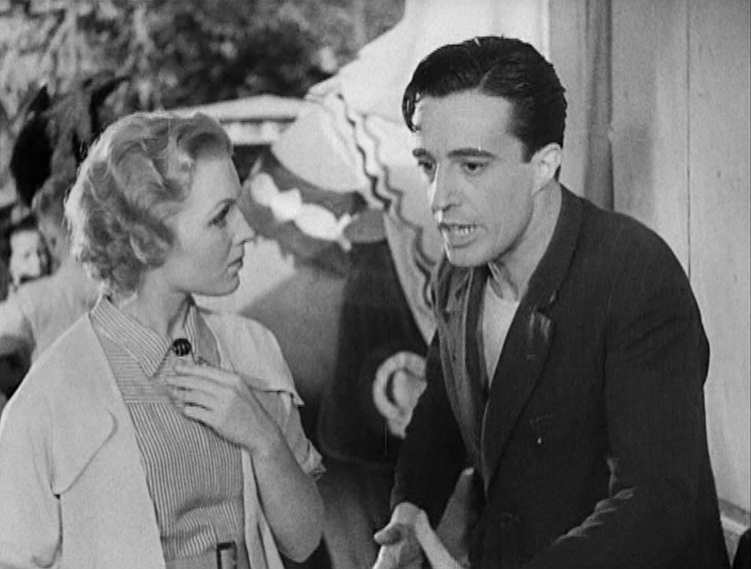
Con Assia Noris in Darò un milione (1935)

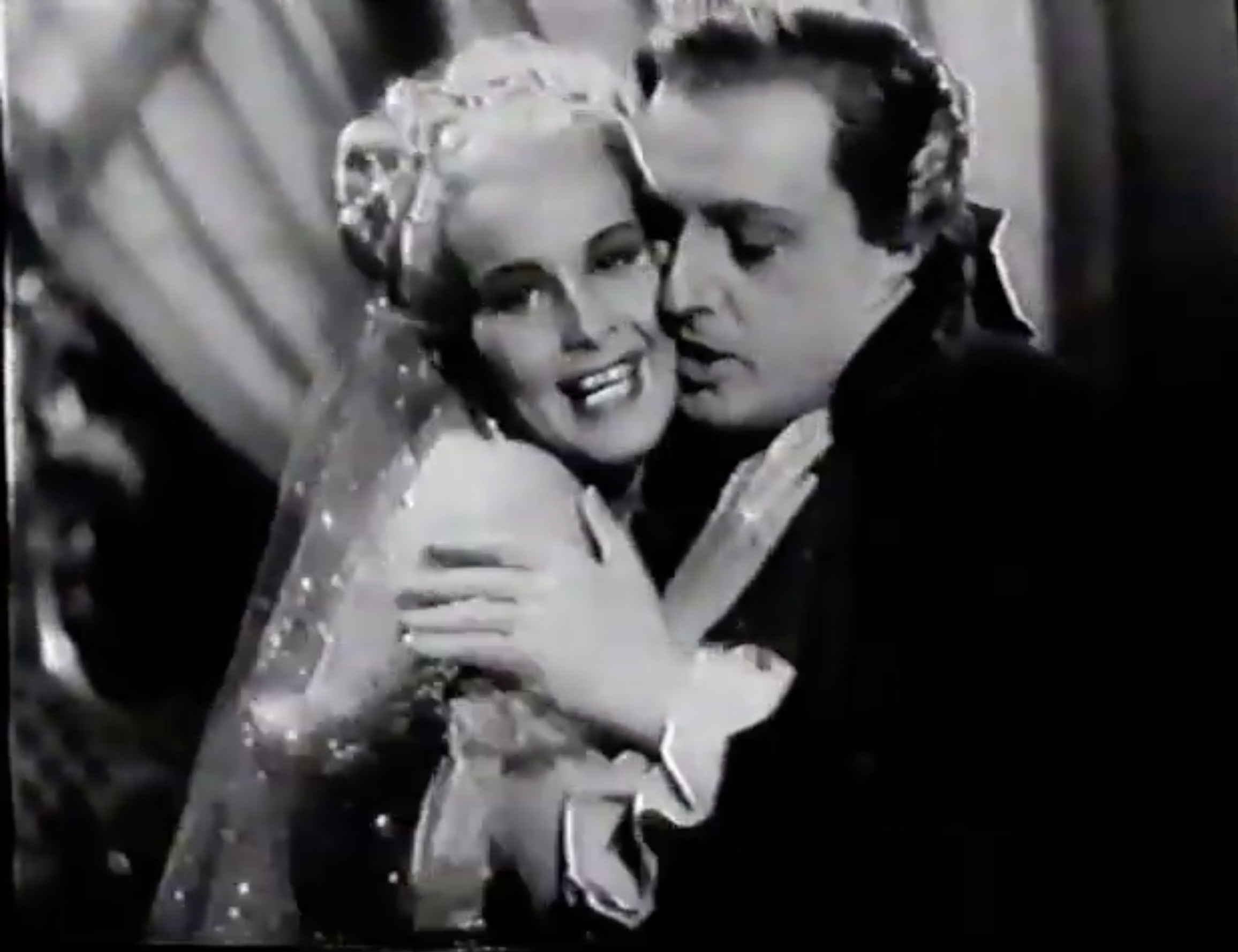
Con Alida Valli in Manon Lescaut (1940)

Con Paola Barbara ne La peccatrice (1940)

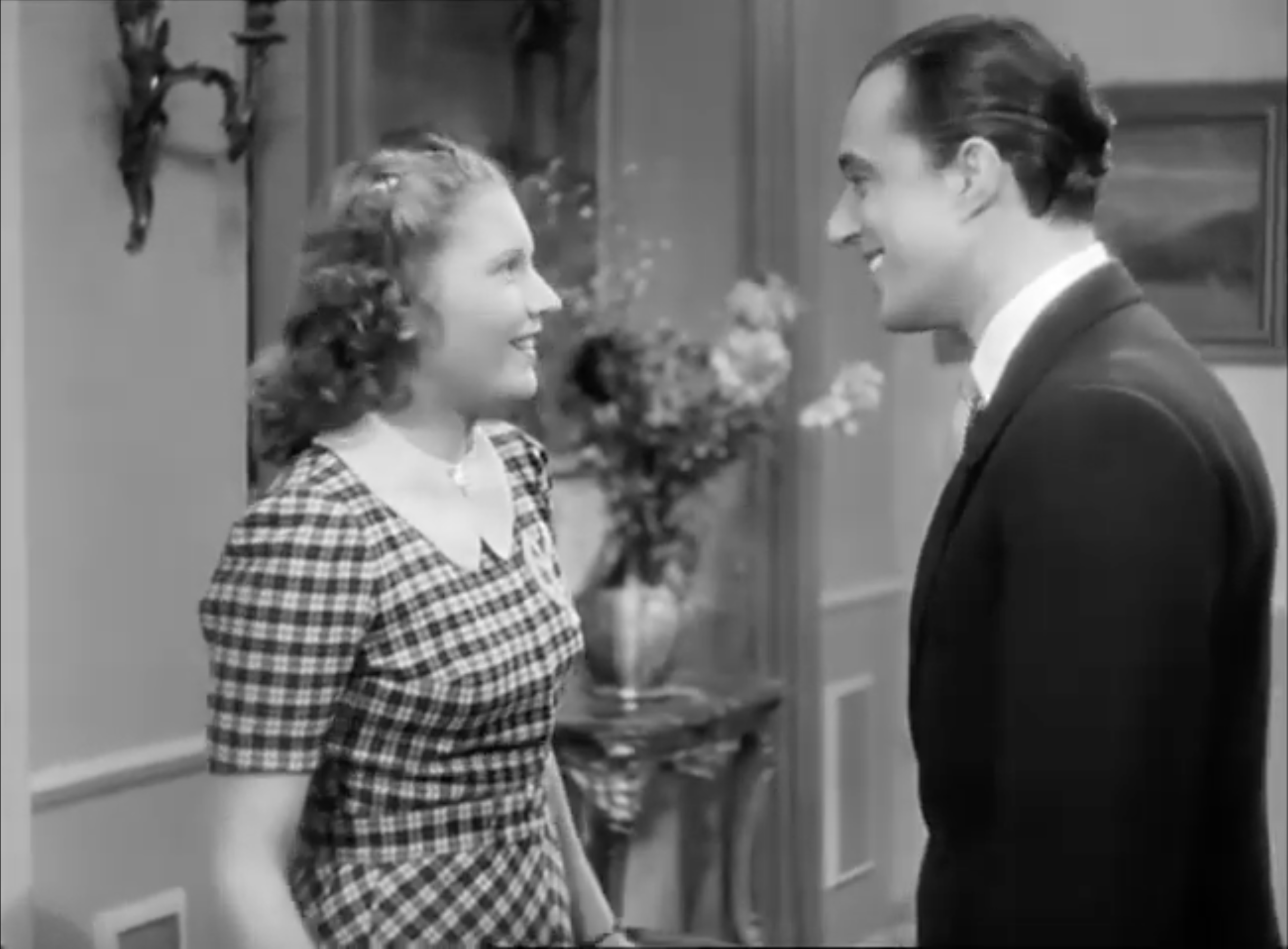
Con Carla Del Poggio in Maddalena... zero in condotta (1940)

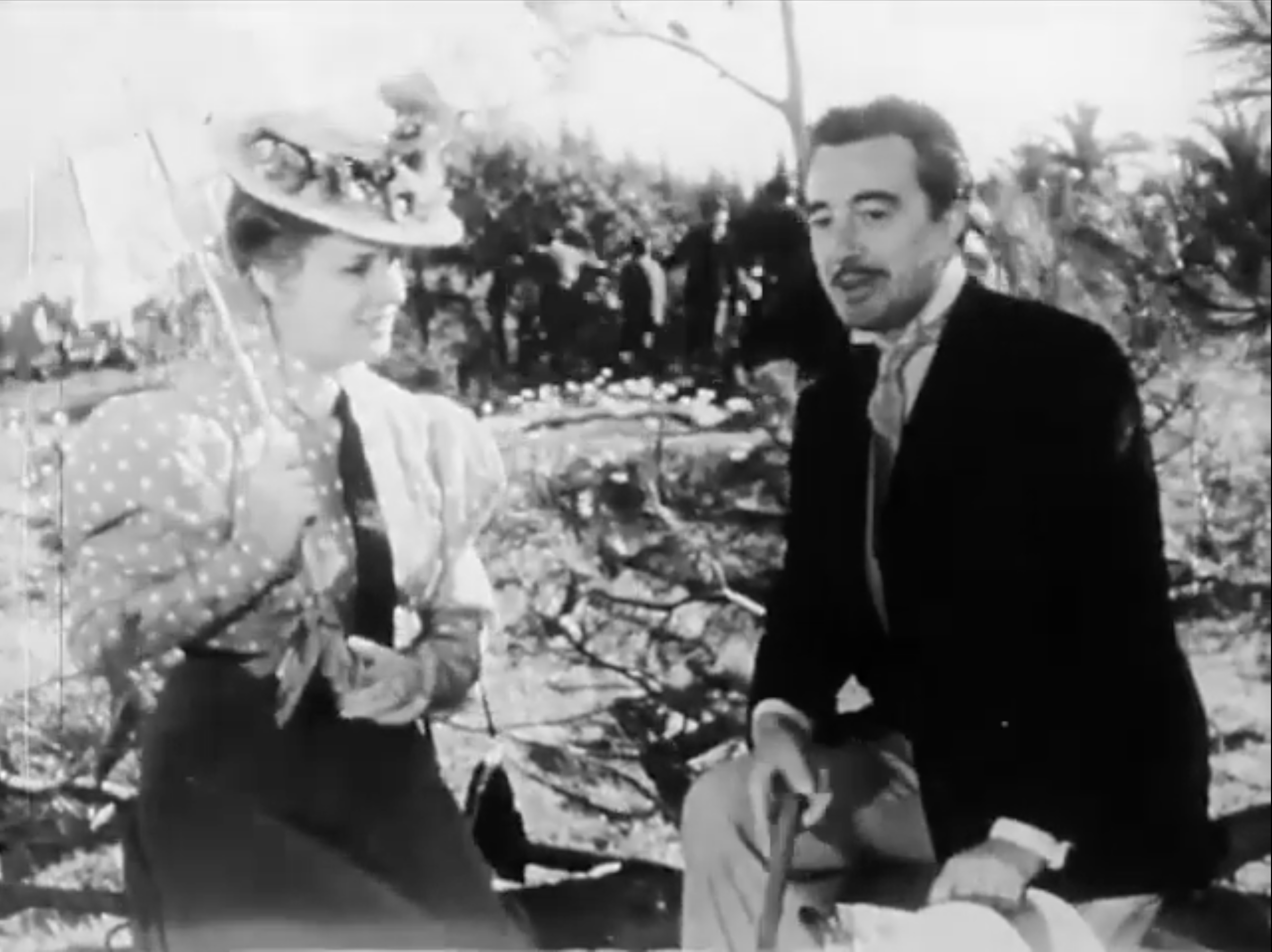
Con María Mercader in Cuore (1948)

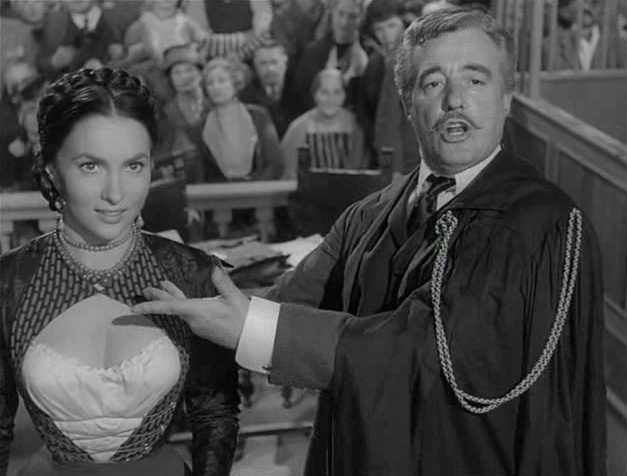
Con Gina Lollobrigida in Altri tempi (1952)

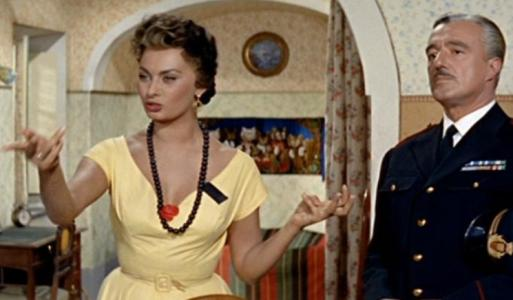
Con Sophia Loren in Pane, amore e... (1955)

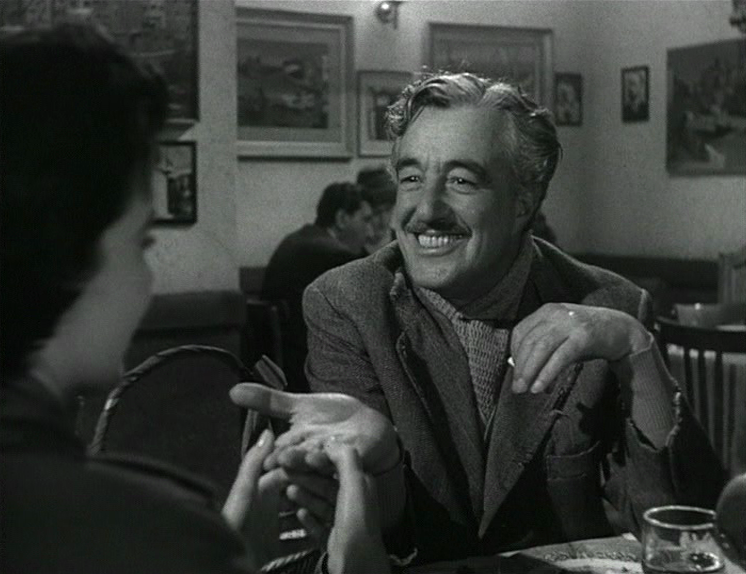
Ne Il segno di Venere (1955)

- Il processo Clémenceau, regia di Alfredo De Antoni (1917)
- La bellezza del mondo, regia di Mario Almirante (1927)
- La compagnia dei matti, regia di Mario Almirante (1928)
- Due cuori felici, regia di Baldassarre Negroni (1932)
- Gli uomini, che mascalzoni..., regia di Mario Camerini (1932)
- La segretaria per tutti, regia di Amleto Palermi (1932)
- La vecchia signora, regia di Amleto Palermi (1932)
- Il signore desidera?, regia di Gennaro Righelli (1933)
- Un cattivo soggetto, regia di Carlo Ludovico Bragaglia (1933)
- La canzone del sole, regia di Max Neufeld (interpreta anche l'edizione tedesca, Das Lied der Sonne) (1933)
- Paprika, regia di Carl Boese (1933)
- Lisetta, regia di Carl Boese (1933)
- Tempo massimo, regia di Mario Mattoli (1934)
- Amo te sola, regia di Mario Mattoli (1935)
- Darò un milione, regia di Mario Camerini (1935)
- Non ti conosco più, regia di Nunzio Malasomma (1936)
- Lohengrin, regia di Nunzio Malasomma (1936)
- Ma non è una cosa seria, regia di Mario Camerini (1936)
- L'uomo che sorride, regia di Mario Mattoli (1936)
- Questi ragazzi, regia di Mario Mattoli (1937)
- Il signor Max, regia di Mario Camerini (1937)
- Napoli d'altri tempi, regia di Amleto Palermi (1937)
- La mazurka di papà, regia di Oreste Biancoli (1938)
- Hanno rapito un uomo, regia di Gennaro Righelli (1938)
- Partire, regia di Amleto Palermi (1938)
- Le due madri, regia di Amleto Palermi (1938)
- L'orologio a cucù, regia di Camillo Mastrocinque (1938)
- Ai vostri ordini, signora..., regia di Mario Mattoli (1939)
- Castelli in aria, regia di Augusto Genina (interpreta anche l'edizione tedesca, Ins blaue Leben) (1939)
- I grandi magazzini, regia di Mario Camerini (1939)
- Finisce sempre così, regia di Enrique Susini (1939)
- Manon Lescaut, regia di Carmine Gallone (1940)
- Pazza di gioia, regia di Carlo Ludovico Bragaglia (1940)
- Rose scarlatte, regia di Giuseppe Amato e Vittorio De Sica (1940)
- La peccatrice, regia di Amleto Palermi (1940)
- Maddalena... zero in condotta, regia di Vittorio De Sica (1940)
- L'avventuriera del piano di sopra, regia di Raffaello Matarazzo (1941)
- Teresa Venerdì, regia di Vittorio De Sica (1941)
- Un garibaldino al convento, regia di Vittorio De Sica (1942)
- La guardia del corpo, regia di Carlo Ludovico Bragaglia (1942)
- Se io fossi onesto, regia di Carlo Ludovico Bragaglia (1942)
- I nostri sogni, regia di Vittorio Cottafavi (1943)
- Non sono superstizioso... ma!, regia di Carlo Ludovico Bragaglia (1943)
- Nessuno torna indietro, regia di Alessandro Blasetti (1943)
- L'ippocampo, regia di Gian Paolo Rosmino (1945)
- Lo sbaglio di essere vivo, regia di Carlo Ludovico Bragaglia (1945)
- Il mondo vuole così, regia di Giorgio Bianchi (1945)
- Abbasso la ricchezza!, regia di Gennaro Righelli (1946)
- Roma città libera, regia di Marcello Pagliero (1946)
- Sperduti nel buio, regia di Camillo Mastrocinque (1947)
- Natale al campo 119, regia di Pietro Francisci (1947)
- Lo sconosciuto di San Marino, regia di Michał Waszyński e Vittorio Cottafavi (1947)
- Cuore, regia di Duilio Coletti e Vittorio De Sica (1948)
- Domani è troppo tardi, regia di Léonide Moguy (1950)
- Cameriera bella presenza offresi..., regia di Giorgio Pàstina (1951)
- Buongiorno, elefante!, regia di Gianni Franciolini (anche produzione) (1952)
- Il processo di Frine, episodio di Altri tempi - Zibaldone n. 1, regia di Alessandro Blasetti (1952)
- I gioielli di madame de..., regia di Max Ophüls (1953)
- Pane, amore e fantasia, regia di Luigi Comencini (1953)
- Incidente a Villa Borghese, episodio di Villa Borghese, regia di Gianni Franciolini (1953)
- L'orso, episodio di Il matrimonio, regia di Antonio Petrucci (1954)
- Scena all'aperto e Don Corradino, episodi di Tempi nostri - Zibaldone n. 2, regia di Alessandro Blasetti (1954)
- Pendolin, episodio di Cento anni d'amore, regia di Lionello De Felice (1954)
- Il fine dicitore, episodio di Gran varietà, regia di Domenico Paolella (1954)
- Allegro squadrone, regia di Paolo Moffa (1954)
- Vergine moderna, regia di Marcello Pagliero (1954)
- I giocatori, episodio di L'oro di Napoli, regia di Vittorio De Sica (1954)
- Pane, amore e gelosia, regia di Luigi Comencini (1954)
- Peccato che sia una canaglia, regia di Alessandro Blasetti (1954)
- Il divorzio, episodio di Il letto, regia di Gianni Franciolini (1954)
- Il segno di Venere, regia di Dino Risi (1955)
- Gli ultimi cinque minuti, regia di Giuseppe Amato (1955)
- La bella mugnaia, regia di Mario Camerini (1955)
- Racconti romani, regia di Gianni Franciolini (1955)
- Pane, amore e..., regia di Dino Risi (1955)
- Il bigamo, regia di Luciano Emmer (1955)
- I giorni più belli, regia di Mario Mattoli (1956)
- Mio figlio Nerone, regia di Steno (1956)
- Tempo di villeggiatura, regia di Antonio Racioppi (1956)
- Montecarlo, regia di Sam Taylor e Giulio Macchi (1956)
- Noi siamo le colonne, regia di Luigi Filippo D'Amico (1956)
- Padri e figli, regia di Mario Monicelli (1957)
- I colpevoli, regia di Turi Vasile (1957)
- Souvenir d'Italie, regia di Antonio Pietrangeli (1957)
- Amore e chiacchiere, regia di Alessandro Blasetti (1957)
- Il conte Max, regia di Giorgio Bianchi (1957)
- La donna che venne dal mare, regia di Francesco De Robertis (1957)
- Vacanze a Ischia, regia di Mario Camerini (1957)
- Il medico e lo stregone, regia di Mario Monicelli (1957)
- Totò, Vittorio e la dottoressa, regia di Camillo Mastrocinque (1957)
- Addio alle armi, regia di Charles Vidor (1957)
- Casinò de Paris, regia di André Hunebelle (1958)
- Domenica è sempre domenica, regia di Camillo Mastrocinque (1958)
- Anna di Brooklyn, regia di Vittorio De Sica e Carlo Lastricati (1958)
- Ballerina e Buon Dio, regia di Antonio Leonviola (1958)
- Pezzo, capopezzo e capitano, regia di Wolfgang Staudte (1958)
- Gli zitelloni, regia di Giorgio Bianchi (1958)
- La ragazza di piazza San Pietro, regia di Piero Costa (1958)
- Pane, amore e Andalusia, regia di Javier Setó (1958)
- La prima notte, regia di Alberto Cavalcanti (1959)
- Nel blu dipinto di blu, regia di Piero Tellini (1959)
- Uomini e nobiluomini, regia di Giorgio Bianchi (1959)
- Policarpo, ufficiale di scrittura, regia di Mario Soldati (1959)
- Il nemico di mia moglie, regia di Gianni Puccini (1959)
- Vacanze d'inverno, regia di Camillo Mastrocinque (1959)
- Il mondo dei miracoli, regia di Luigi Capuano (1959)
- Il moralista, regia di Giorgio Bianchi (1959)
- Il generale Della Rovere, regia di Roberto Rossellini (1959)
- Ferdinando Iº re di Napoli, regia di Gianni Franciolini (1959)
- Gastone, regia di Mario Bonnard (1960)
- La sposa bella, regia di Nunnally Johnson e Mario Russo (1960)
- Le tre "eccetera" del colonnello, regia di Claude Boissol (1960)
- Le pillole di Ercole, regia di Luciano Salce (1960)
- La battaglia di Austerlitz, regia di Abel Gance (1960)
- Il vigile, regia di Luigi Zampa (1960)
- Un amore a Roma, regia di Dino Risi (1960)
- La baia di Napoli, regia di Melville Shavelson (1960)
- La miliardaria (The Millionairess), regia di Anthony Asquith (1960)
- Gli incensurati, regia di Francesco Giaculli (1961)
- L'onorata società, regia di Riccardo Pazzaglia (1961)
- Le meraviglie di Aladino, regia di Mario Bava ed Henry Levin (1961)
- I celebri amori di Enrico IV, regia di Claude Autant-Lara (1961)
- Il giudizio universale, regia di Vittorio De Sica (1961)
- Gli attendenti, regia di Giorgio Bianchi (1961)
- I due marescialli, regia di Sergio Corbucci (1961)
- La Fayette - Una spada per due bandiere, regia di Jean Dréville (1962)
- Eva, regia di Joseph Losey (1962) - non accreditato
- Le avventure e gli amori di Moll Flanders, regia di Terence Young (1965)
- Io, io, io... e gli altri, regia di Alessandro Blasetti (1966)
- Caccia alla volpe, regia di Vittorio De Sica (1966)
- Gli altri, gli altri... e noi, regia di Maurizio Arena (1967)
- Un italiano in America, regia di Alberto Sordi (1967)
- Colpo grosso alla napoletana, regia di Ken Annakin (1968)
- Caroline chérie, regia di Denys de La Patellière (1968)
- L'uomo venuto dal Kremlino, regia di Michael Anderson (1968)
- Se è martedì deve essere il Belgio, regia di Mel Stuart (1969)
- Una su 13, regia di Nicholas Gessner e Luciano Lucignani (1969)
- Cose di Cosa Nostra, regia di Steno (1971)
- Io non vedo, tu non parli, lui non sente, regia di Mario Camerini (1971)
- Trastevere, regia di Fausto Tozzi (1971)
- Siamo tutti in libertà provvisoria, regia di Manlio Scarpelli (1971)
- Ettore lo fusto, regia di Enzo G. Castellari (1972)
- Le avventure di Pinocchio, miniserie tv, regia di Luigi Comencini (1972)
- Grande slalom per una rapina, regia di George Englund (1972)
- Storia de fratelli e de cortelli, regia di Mario Amendola (1973)
- L'odore delle belve, regia di Richard Balducci (1973)
- Il delitto Matteotti, regia di Florestano Vancini (1973)
- Viaggia, ragazza, viaggia, hai la musica nelle vene, regia di Pasquale Squitieri (1974)
- Piccoli miracoli, film TV, regia di Jeannot Szwarc (1974)
- Dracula cerca sangue di vergine... e morì di sete!!!, regia di Paul Morrissey e Antonio Margheriti (1974)
- C'eravamo tanto amati, regia di Ettore Scola (1974)
- Intorno, cortometraggio, regia di Manuel De Sica (1974)
- L'eroe, film TV, regia di Manuel De Sica (1974)

### Regista

#### Lungometraggi

Inserto pubblicitario sul si gira de I bambini ci guardano (1943)

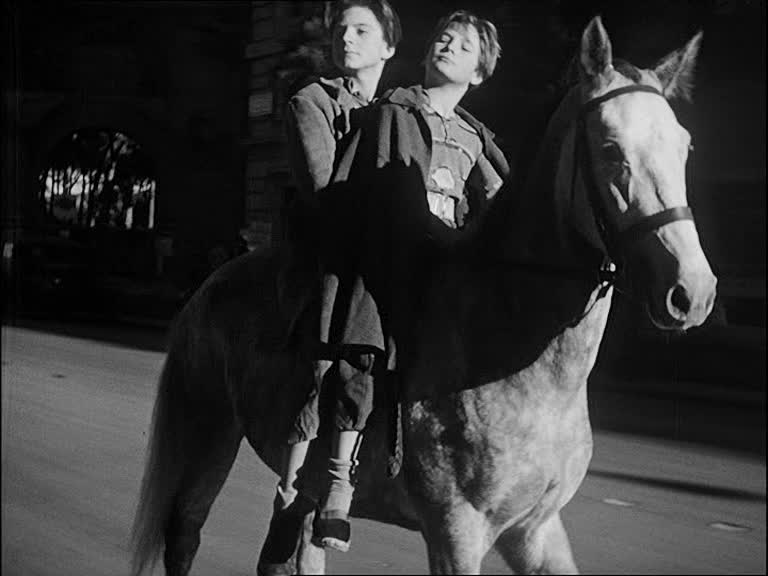
Sciuscià (1946)

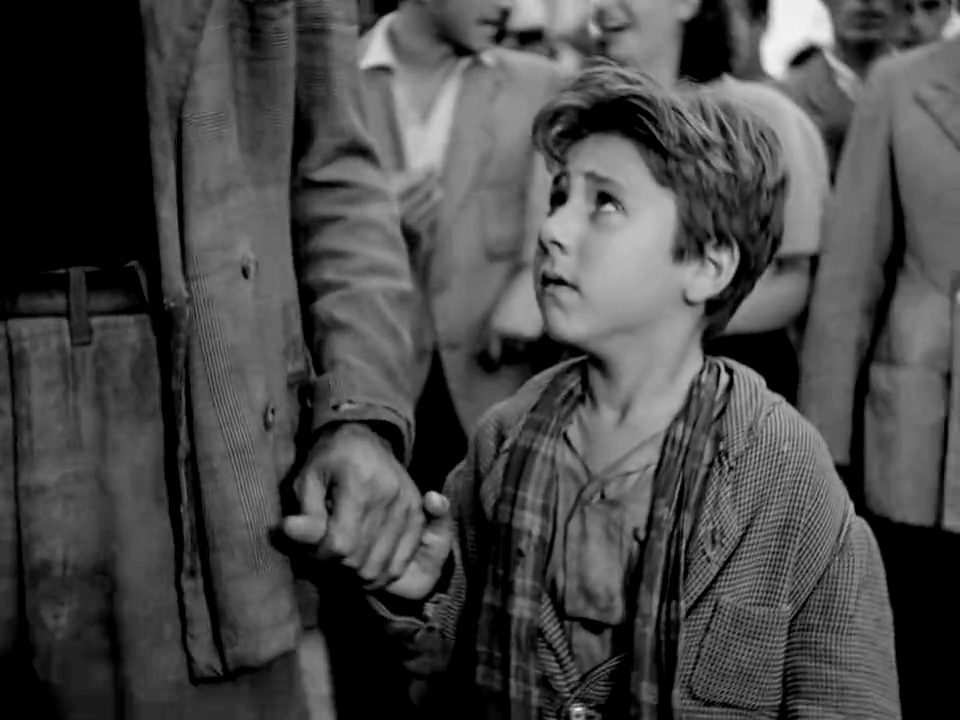
Ladri di biciclette (1948)

Umberto D. (1952)

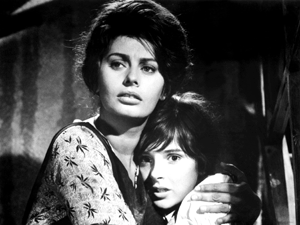
La ciociara (1960)

- Rose scarlatte (co-regia di Giuseppe Amato) (1939)
- Maddalena... zero in condotta (1940)
- Teresa Venerdì (1941)
- Un garibaldino al convento (1942)
- I bambini ci guardano (1943)
- La porta del cielo (1944)
- Sciuscià (1946)
- Ladri di biciclette (1948)
- Miracolo a Milano (1951)
- Umberto D. (1952)
- Stazione Termini (1953)
- L'oro di Napoli (1954)
- Il tetto (1956)
- Anna di Brooklyn (co-regia di Carlo Lastricati) (1958)
- La ciociara (1960)
- Il giudizio universale (1961)
- I sequestrati di Altona (1962)
- Il boom (1963)
- Ieri, oggi, domani (1963)
- Matrimonio all'italiana (1964)
- Un mondo nuovo (1966)
- Caccia alla volpe (1966)
- Sette volte donna (1967)
- Amanti (1968)
- I girasoli (1970)
- Il giardino dei Finzi Contini (1970)
- Lo chiameremo Andrea (1972)
- Una breve vacanza (1973)
- Il viaggio (1974)

#### Mediometraggi
- Boccaccio '70, episodio La riffa (1962)
- Le streghe, episodio Una sera come le altre (1967)
- Le coppie, episodio Il leone (anche soggetto e sceneggiatura) (1970)

#### Televisione
- Nascita della Repubblica – miniserie TV, puntata 2 (1971)
- I cavalieri di Malta – documentario (1971)

### Sceneggiatore
- Maddalena... zero in condotta di Vittorio De Sica (1940)
- L'avventuriera del piano di sopra di Raffaello Matarazzo (1941)
- Teresa Venerdì di Vittorio De Sica (1941)
- Un garibaldino al convento di Vittorio De Sica (1942)
- La guardia del corpo di Carlo Ludovico Bragaglia (1942)
- Se io fossi onesto di Carlo Ludovico Bragaglia (1942)
- I nostri sogni di Vittorio Cottafavi (1943)
- L'ippocampo di Gian Paolo Rosmino (1943)
- I bambini ci guardano di Vittorio De Sica (1943)
- Non sono superstizioso... ma! di Carlo Ludovico Bragaglia (1943)
- La porta del cielo di Vittorio De Sica (1944)
- Il marito povero di Gaetano Amata (1945)
- Abbasso la ricchezza! di Gennaro Righelli (1946)
- Natale al campo 119 di Pietro Francisci (1947)
- Cuore di Duilio Coletti e Vittorio De Sica (1948)
- Ladri di biciclette di Vittorio De Sica (1948)
- Miracolo a Milano di Vittorio De Sica (1951)
- L'oro di Napoli di Vittorio De Sica (1954)
- Amanti di Vittorio De Sica (1968)
- Le coppie, episodio Il leone di Vittorio De Sica (1970)

### Produttore
- Cuore, regia di Duilio Coletti e Vittorio De Sica (1948)
- Ladri di biciclette, regia di Vittorio De Sica (1948)
- Miracolo a Milano, regia di Vittorio De Sica (1951)
- Umberto D., regia di Vittorio De Sica (1952)
- Stazione Termini, regia di Vittorio De Sica (1953)
- L'oro di Napoli, regia di Vittorio De Sica (1954)
- Il tetto, regia di Vittorio De Sica (1956)

### Apparizioni televisive
- Meet De Sica di Charles De Reisner, per la tv statunitense (1958)
- The Four Just Men, serie televisiva britannica (1959-1960)
- Vittorio De Sica racconta... di Fernanda Turvani, serie di 22 favole da lui narrate (1961)

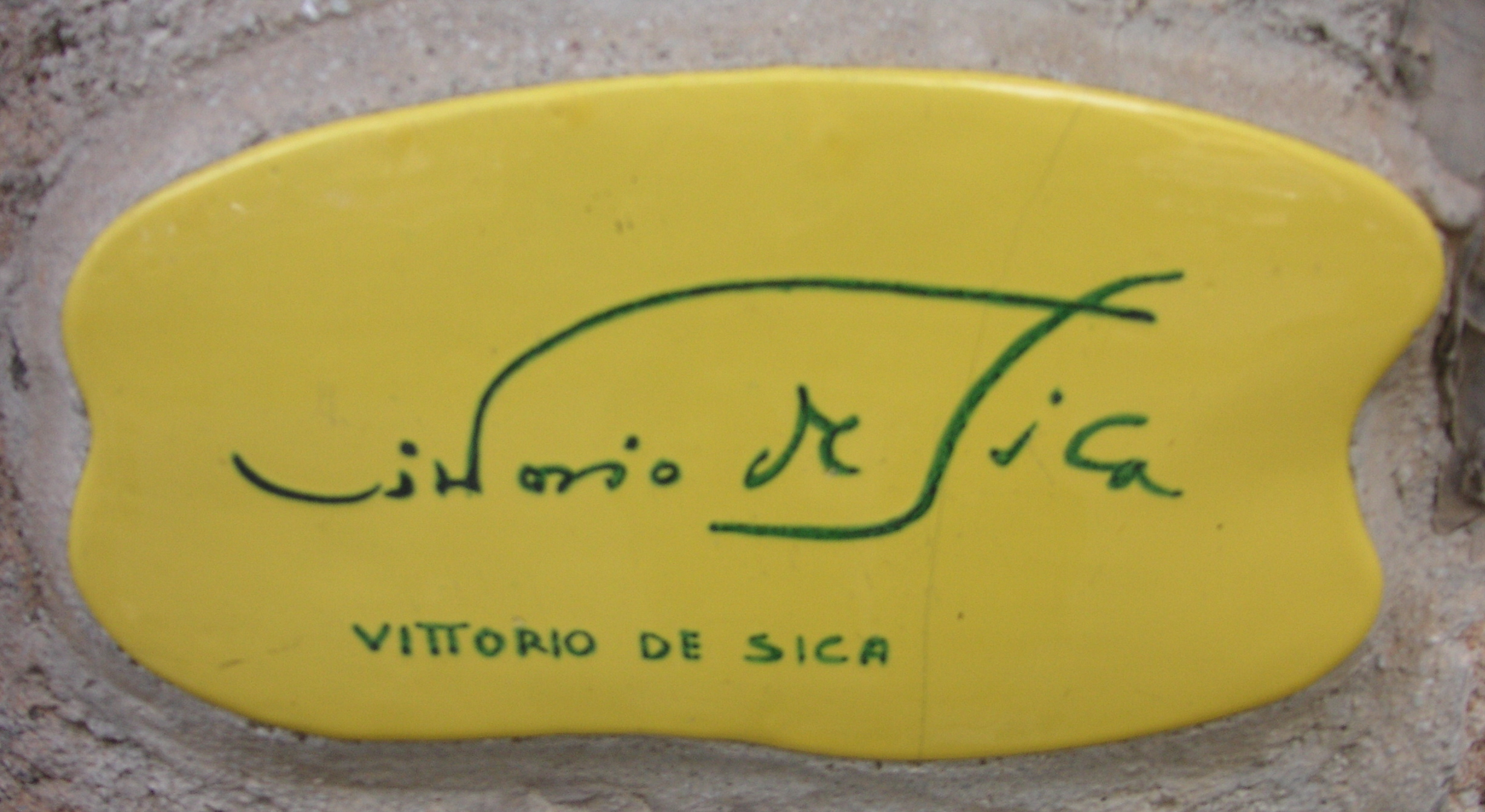
La piastrella autografata da De Sica sul muretto di Alassio

### Documentari televisivi su De Sica
- Ritratto d'attore: Vittorio De Sica di Fernaldo Di Giammatteo (1958)
- Vittorio De Sica: autoritratto di Giulio Macchi (1964)
- Vittorio De Sica: il regista, l'attore, l'uomo di Peter Dragadze (1974)
- Vittorio De Sica, il padre del neorealismo di Michel Random (1974)
- Viva De Sica! di Manuel De Sica (1983)
- Parlami d'amore Mariù. La vita e l'opera di Vittorio De Sica, trasmissione in sette puntate di Giancarlo Governi (1991)
- Vittorio D. di Annarosa Morri e Mario Canale (2009)
- Sciuscià 70 di Mimmo Verdesca (2016)

## Doppiatori italiani
- Mario Corte in Maddalena... zero in condotta (solo come Alfredo Hartman nonno)
- Carlo Croccolo in I due marescialli (solo alcune scene)
- Aldo Giuffrè in Colpo grosso alla napoletana

## Prosa radiofonica Eiar
- Lumie di Sicilia, commedia di Luigi Pirandello, regia di Aldo Silvani, trasmessa il 6 giugno 1938.

## Prosa radiofonica Rai
- Favola di Natale, tre atti di Ugo Betti, con Vittorio De Sica, Rina Morelli, Carlo Romano, regia di Anton Giulio Majano, trasmessa il 19 gennaio 1948.[25]

## Riconoscimenti
- Premio Oscar
  - 1958 – Candidatura al miglior attore non protagonista per Addio alle armi
- David di Donatello
  - 1956 – Miglior attore protagonista per Pane, amore e...
  - 1963 – Miglior regista per I sequestrati di Altona
  - 1965 – Miglior regista per Matrimonio all'italiana
  - 1973 – David Europeo per Una breve vacanza
- Nastro d'argento
  - 1946 – Miglior regista per Sciuscià
  - 1948 – Migliore attore protagonista per Cuore
  - 1949 – Miglior regista e migliore sceneggiatura per Ladri di biciclette
- Festival di Cannes
  - 1951 – Palma d'oro per Miracolo a Milano
- Festival internazionale del cinema di Berlino
  - 1971 – Orso d'oro per Il giardino dei Finzi Contini
- Grolla d'oro
  - 1955 – Miglior regista per L'oro di Napoli
- National Board of Review
  - 1949 – Miglior regista per Ladri di biciclette